# IC 4406
IC 4406 é uma nebulosa planetária na constelação de Lupus. Também é conhecida como Nebulosa Retina pelo seu aspecto. A sua distância à Terra é incerta, entre 1900 e 5000 anos-luz.
Imagens combinadas obtidas com o VLT (siglas em inglês de Very Large Telescope) e com o Telescópio Espacial Hubble permitem ver a forma infrequente, quase retangular, desta nebulosa. Assim como a Nebulosa Borboleta, IC 4406 pertence à classe das nebulosas bipolares, com um alto grau de simetria.
Na imagem observa-se como o lado direito e esquerdo são praticamente iguais. O gás e pó manam da estrela moribunda formando uma estrutura de "rosquilha" ao redor, da qual apenas um lado é visto.
Esta rosquilha de material confina a intensa radiação proveniente do remanente da estrela. O gás do interior da rosquilha é ionizado pela luz que chega da estrela central. A luz dos átomos de oxigênio tem cor azul na imagem, o hidrogênio verde e o nitrogênio a vermelho. Invisível na fotografia, encontra-se uma zona maior de gás neutro que não emite luz visível, mas que pode ser observada pelos radiotelescópios.